# Drury Lane-teatret
Drury Lane teatret (i dag egentlig Theatre Royal, Drury Lane) er et af de ældste (i flere inkarnationer) og mest prestigiøse teatre i London.
Det første teater på stedet åbnede under Jakob 1. af England. I 1662 gav Karl 2. af England tilladelse til, at et nyt teater kunne opføres på stedet (alle teatre blev lukket under Oliver Cromwell's puritanske styre 1649-1660). I 1672 brændte teatret, men allerede i 1674 stod en ny bygning klar, tegnet af arkitekten Christopher Wren.
Den nuværende bygning, kendt som Theatre Royal, stammer fra 1812. Teatret er et af Londons største, med plads til et publikum på over 2000. Det bruges i dag primært til store musicalproduktioner som f.eks. Miss Saigon og My Fair Lady.
Den store engelske skuespiller David Garrick var direktør for teatret i en længere periode i 1700-tallet, og her opførte han bl.a. størstedelen af Shakespeares værker.
51°30′47″N 0°07′13″V / 51.5131°N 0.1203°V